# Charles K. Gerrard
Charles K. Gerrard właśc. Charles Kavanagh (ur. 20 grudnia 1883, zm. 1 stycznia 1969) – irlandzki aktor.

## Filmografia[1]
- The Plow Girl (1916)
- The Country That God Forgot (1916)
- Miss Petticoats (1916)
- The Prince Chap (1916)
- His Brother's Wife (1916)
- The Fair Barbarian (1917)
- Little Miss Optimist (1917)
- Down to Earth (1917)
- A Woman's Awakening (1917)
- Melting Millions (1917)
- The Heart of Texas Ryan (1917)
- She Hired a Husband (1918)
- Beans (1918)
- The Hun Within (1918)
- Playthings (1918)
- The Demon (1918)
- The Legion of Death (1918)
- Counterfeit (1919)
- The Teeth of the Tiger (1919)
- The Isle of Conquest (1919)
- The New Moon (1919)
- The Pest (1919)
- Something to Do (1919)
- Pettigrew's Girl (1919)
- Venus in the East (1919)
- Blackbirds (1920)
- The World and His Wife (1920)
- Whispers (1920)
- Why Women Sin (1920)
- Mary Ellen Comes to Town (1920)
- Conceit (1921)
- Sheltered Daughters (1921)
- The Gilded Lily (1921)
- Out of the Chorus (1921)
- The Passionate Pilgrim (1921)
- The Darling of the Rich (1922)
- Anna Ascends (1922)
- Pawned (1922)
- The Lights of New York (1922)
- When Knighthood Was in Flower (1922)
- Sure-Fire Flint (1922)
- Heroes and Husbands (1922)
- French Heels (1922)
- Her Temporary Husband (1923)
- The Dangerous Maid (1923)
- Richard the Lion-Hearted (1923)
- The Glimpses of the Moon (1923)
- Circe, the Enchantress (1924)
- Lilies of the Field (1924)
- Loving Lies (1924)
- Accused (1925)
- The Wedding Song (1925)
- The Man on the Box (1925)
- California Straight Ahead (1925)
- Off the Highway (1925)
- The Cheerful Fraud (1926)
- For Wives Only (1926)
- The Nervous Wreck (1926)
- The Better 'Ole (1926)
- Home Made (1927)
- Painting the Town (1927)
- Framed (1927)
- The Heart Thief (1927)
- Play Safe (1927)
- Romance of a Rogue (1928)
- Caught in the Fog (1928)
- The Wright Idea (1928)
- Ladies of the Night Club (1928)
- The Port of Missing Girls (1928)
- Light Fingers (1929)
- Circumstantial Evidence (1929)
- The Lone Wolf’s Daughter (1929)
- Another Fine Mess (1930)
- Anybody's Woman (1930)
- Journey's End (1930)
- Men Without Women (1930)
- The Big Gamble (1931)
- Always Goodbye (1931)
- Dracula (1931)
- The Lion and the Lamb (1931)
- Man About Town (1932)
- Devil’s Lottery (1932)
- The Menace (1932)
- If I Were Free (1933)
- Facing the Music (1933)
- A Political Party (1934)